# Hannes Streim
Hannes Streim (* 4. September 1943 in Fuchsmühl) ist ein deutscher Betriebswirt.
Streim studierte an der Ludwig-Maximilians-Universität München von 1964 bis 1969 Betriebswirtschaftslehre. 1971 wurde er an der Universität München promoviert. 1977 folgte die Habilitation an der Universität Gießen. 1977 übernahm er eine Professur an der Ruhr-Universität Bochum, wechselte 1980 an die Universität Trier und 1988 an die Universität Würzburg.
1993 kehrte er an die Ruhr-Universität Bochum zurück, wo er den Lehrstuhl für Unternehmensprüfung übernahm, den er bis zu seiner Emeritierung innehatte.
Seine Forschungs- und Lehrschwerpunkte beinhalten Unternehmensprüfung und Revision.